# Владимир Миленкович
Владимир Миленкович (нар. 22 червня 1982, Ниш, СФРЮ) — сербський футболіст, нападник.

## Життєпис
Миленкович розпочав футбольну кар'єру в команді з рідного міста, «Раднички» (Ниш). У дорослу команду був переведений напередодні сезону 2000/01 років, коли клуб виступав у Першій лізі. Потім разом з командою вилетів до другої ліги, швидко повернувся до вищого дивізіону, але потім знову понизився в класі. У весняній частині сезону 2004/05 рокув був орендований полтавською «Ворсклою». Дебютував у футболці полтавського колективу 1 береззня 2005 року в переможному (1:0) домашньому поєдинку 16-го туру Вищої ліги проти запорізького «Металурга». Владимир вийшов на поле в стартовому складі, на 17-й хвилині відзначився голом, а на 81-й хвилині його замінив Сергій Кузнецов. У складі «Ворскли» зіграв 14 матчів, при цьому відзначився 4-ма з 18-ти м'ячів, забитих його командою, й допоміг «Ворсклі» зберегти місце у Вищій лізі. Після повернення до рідного клубу виступав у ньому протягом наступних 2,5 років, після чого перейшов у «Рудар» (Плєвля), де зіграв у 14-ти матчах, а його команда посіла 5-те місце в чемпіонаті. 
Влітку 2008 року Владимир був на перегляді в «Ягеллонії» (Білосток). 2 серпня вийшов на поле в першому таймі товариського матчу з варшавською «Легією». Згодом тренер «Ягеллонії» Михал Проберж сказав, що всі гравці команди зіграли добре. Зрештою, незважаючи на непогані виступи, серб не затримався в білостоцькому клубі.
Після невдалої спроби працевлаштуватися в «Ягеллонії», Миленкович напередодні початку весняної частини сезону 2008/09 років став гравцем «Примор'я». Дебютував за нову команду в поєдинку проти «Копера», в якому провів на полі всі 90 хвилин. Незабаром став основним гравцем команди. У квітні відзначився 2-ма голами в нічийному (3:3) поєдинку проти «Горіци». Відзначився також важливим голом у поєдинку проти «Рудара» (Веленє). Сезон 2008/09 років завершив з 15-ма зіграними матчами, в яких відзначився 6-ма голами. Проте його клуб посів у чемпіонаті останнє місце й вилетів до другої ліги.
Напередодні початку сезону 2009/10 років перейшов до складу шостої команди минулого чемпіонату, «Інтерблоку» з Любляни. В перших п'яти матчах у футболці нової команди не відзначився жодним голом. Після цього відзначився забитим м'ячем у воротах «Нафти» та двома голами в поєдинках проти «Горіци» та «Марибора». У жовтні також відзначився голом у воротах «Цельє». Зіграв у 13 матчах та відзначився 6-ма голами.
На початку 2010 року прибув на перегляд до «Полонії» (Битом). Також ним цікавилася «Одра» (Водзіслав-Шльонський). 16 січня зіграв у товариському поєдинку проти МКС (Ключборк), в якому відзначився єдиним голом у футболці «Полонії». У суддівських записах фігурував як Попович, а журналісти помилково називали його Петровичем. До підписання контракту серб не мав бажання називати своє справжнє ім'я. 18 січня успішно пройшов усі медичні тести та приєднався до нового клубу, підписавши контракт на два з половиною роки. Влітку 2011 року повернувся до Сербії й приєднався до клубу «Ягодина» з сербської Суперліги. У другій половині сезону 2012/13 років на правах оренди виступав у клубі «Тимок» з Першої ліги Сербії. Влітку 2013 року повернувся до свого колишнього клубу «Раднички» (Ниш). Футбольну кар'єру завершив у складі клубу «Синджелич» (Белград), кольори якого захищав протягом сезону 2015/16 років.